# Anís del Mono

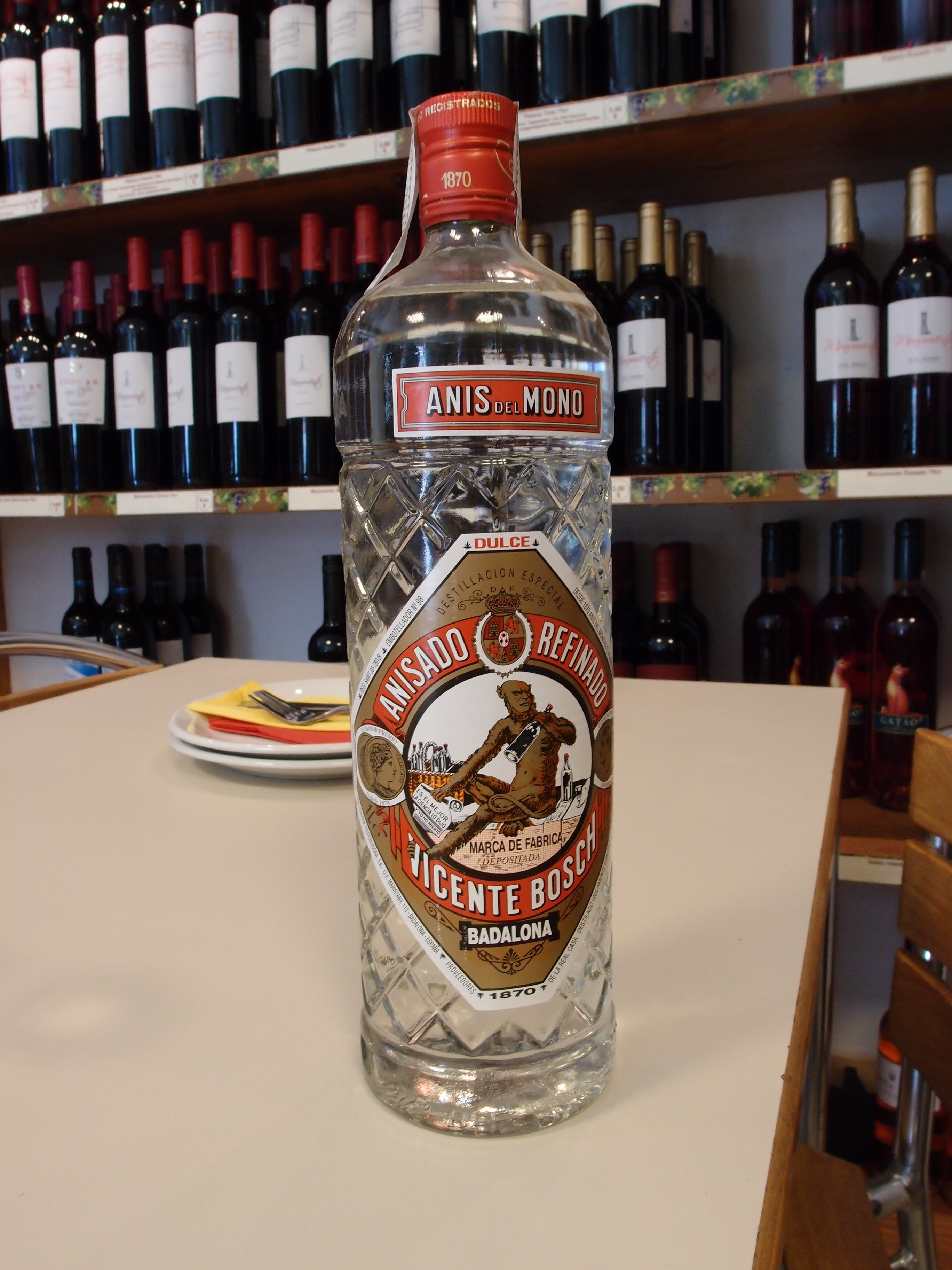
Anís del Mono (Dulce)

Anís del Mono (deutsch: „Anisette vom Affen“) ist der Markenname eines Anisschnapses der nordspanischen Traditionsfirma Anis del Mono S.A., die in der katalanischen Industriestadt Badalona bei Barcelona ihre modernistische Fabrik hat. Anís del Mono gehört seit 1975 zur Firmengruppe Osborne und ist einer der bekanntesten Anisschnäpse Spaniens, der in zahlreiche Länder exportiert wird.

## Geschichte

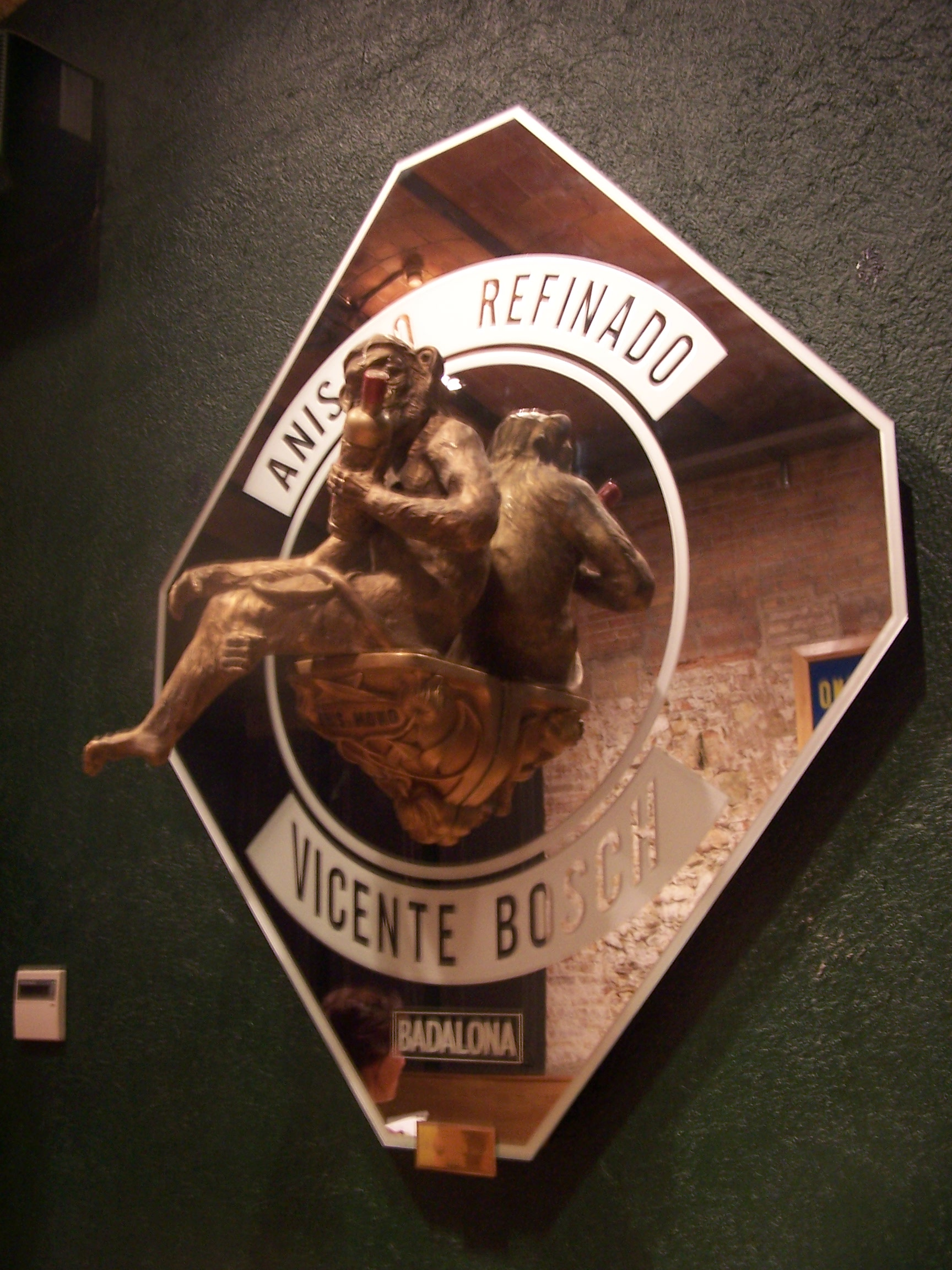
Der Affenmensch im Logo

Die Firma Anís del Mono wurde (1868 oder) 1870 von den Brüdern José und Vicente Bosch in Badalona gegründet. Ungewöhnlich ist das Flaschenetikett, zu dessen Entstehungsgeschichte es verschiedene Überlieferungen gibt. Dieses Flaschenlabel zeigt einen Affenmenschen, der die Gesichtszüge eines Mannes aufweist, aber einen komplett behaarten Körper und einen Affenschwanz besitzt – und der in seiner rechten Pfote resp. Hand eine Schriftrolle hält, auf der geschrieben steht: „Er ist der Beste, die Wissenschaft sagt das, und ich lüge nicht“ und in der linken eine Flasche hält. Eine Entstehungsgeschichte geht davon aus, dass dieses Motiv gewählt wurde, weil die Familie Bosch einen Affen als Haustier hielt, der sich auch in deren Schnapsfabrik aufhielt; einer anderen Überlieferung nach, wollten die Brüder Bosch die zu dieser Zeit populären Ansichten Charles Darwins provozierend karikieren, nach dessen Evolutionstheorie der Mensch vom Affen abstammt; oder aber die Wissenschaftsgläubigkeit insgesamt sollte durch das Label karikiert werden.

## Herstellung und Charakteristik
Der Anisschnaps wird seit der Firmengründung nach der ursprünglichen Rezeptur – bestehend aus Anis, neutralem reinen Alkohol, destilliertem Wasser, Sirup aus raffiniertem und gefiltertem Zucker sowie verschiedenen Kräutern und Aromaträgern in den historischen Kupferfässern aus dem 19. Jahrhundert destilliert. Die trockene Variante des Schnapses (Anís del Mono Seco, mit grünem Etikett) wird aus den gleichen Rohstoffen hergestellt, wie der süßere Anís del Mono Dulce (36 vol. Alc.); der trockene Anisée weist jedoch einen höheren Alkoholgrad (44 vol. Alc.) und einen geringeren Zuckeranteil auf. Beide Anisschnäpse werden bevorzugt als Aperitif, Digestif – sowohl pur, als auch verdünnt – oder aber als Mischgetränk, wie zum Beispiel als Carajillo de Anis, konsumiert.

## Trivia
Die klare Glasflasche mit der geriffelten Oberfläche und dem ungewöhnlichen Affenmenschen-Etikett hat den Maler Juan Gris im Jahr 1914 zu seinem Gemälde „Anís del Mono“ inspiriert (s. Galerie).

## Fotos

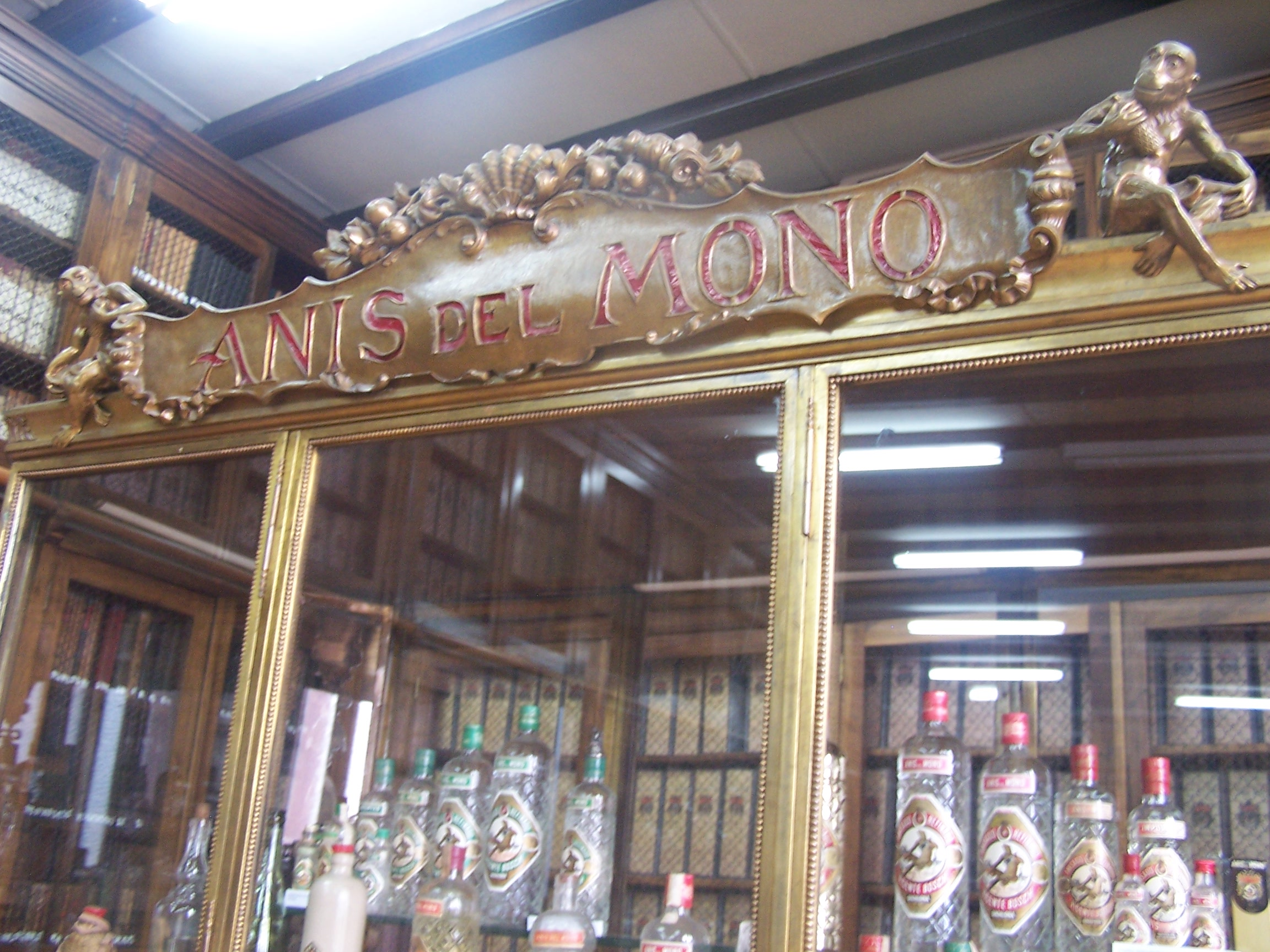
Flaschenausstellung in der historischen Fabrik
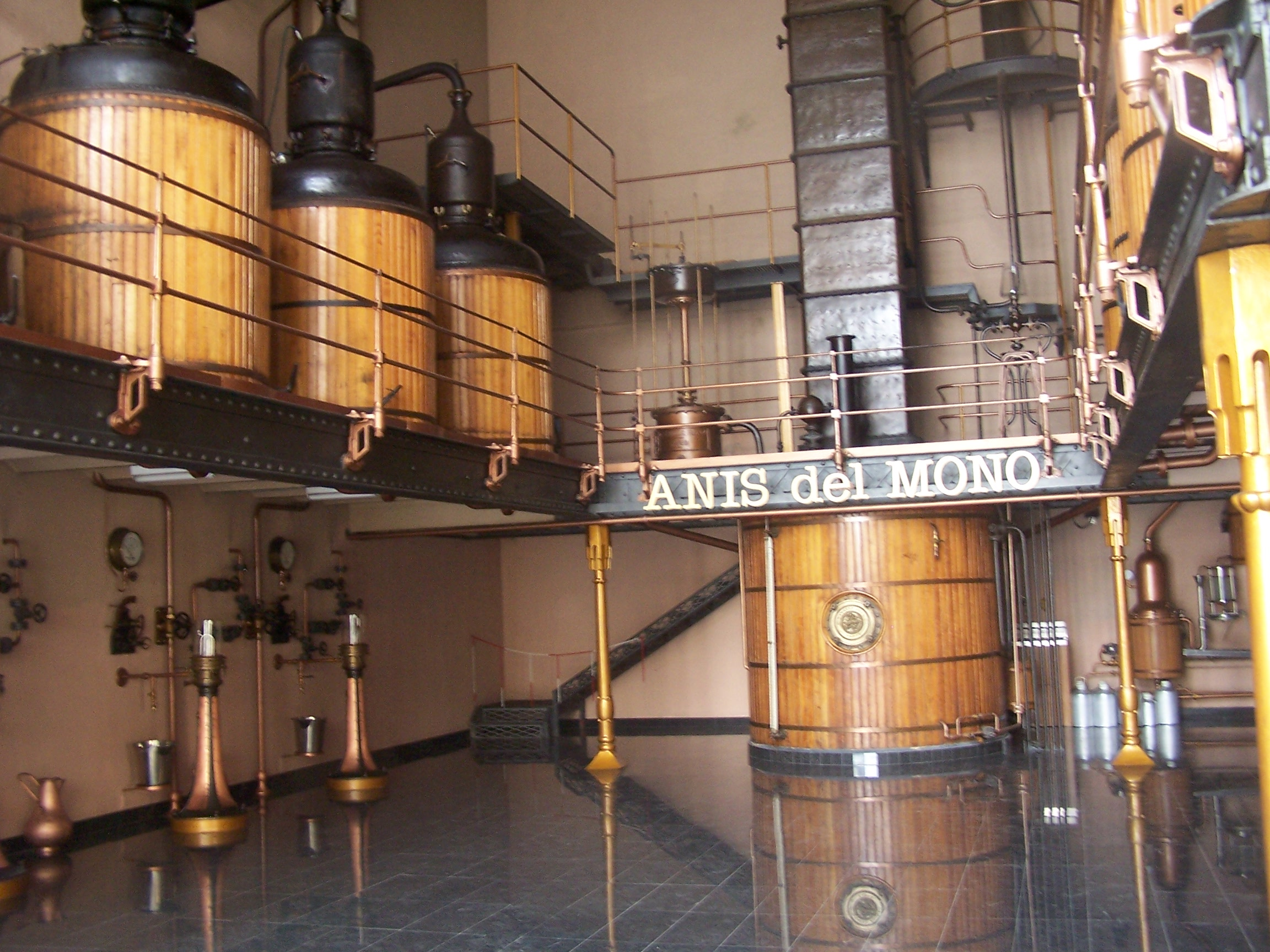
Destillationsanlage aus dem 19. Jahrhundert
Gemälde Anís del Mono von Juan Gris, 1914